# Vucciria

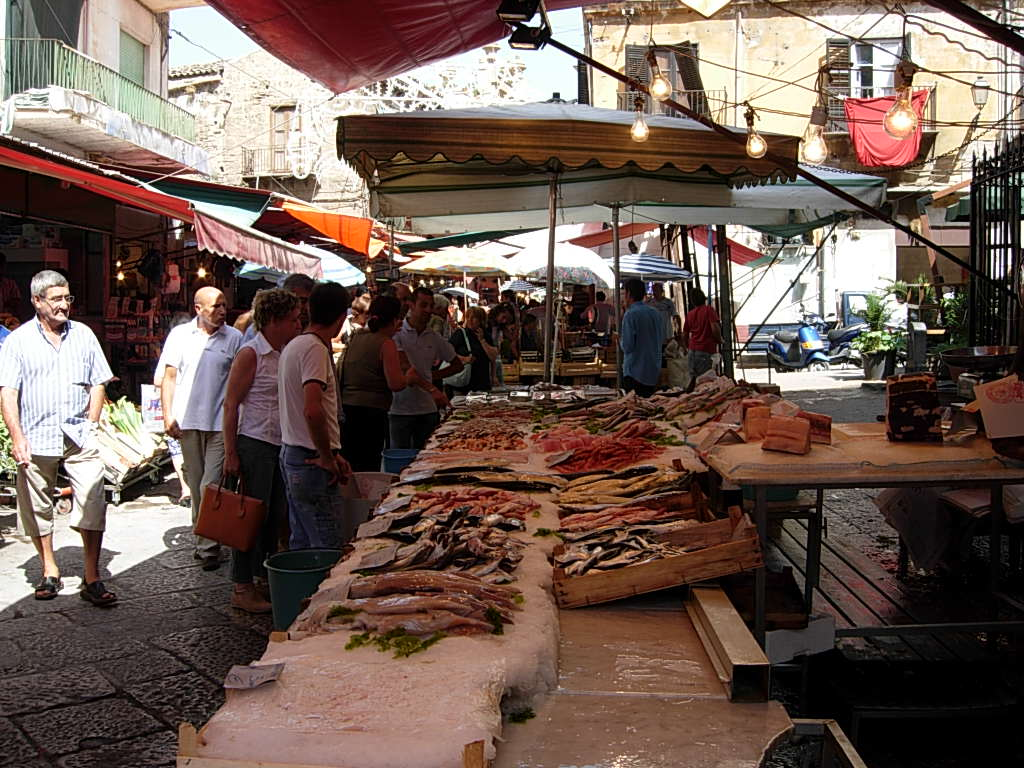
Banchi del pesce alla Vucciria

La Vucciria è un noto mercato storico di Palermo, insieme ad altri denominati Ballarò, Il Capo, Mercato delle Pulci e Lattarini.
Si estende tra via Roma, La Cala, il Cassaro, lungo la via Cassari, la piazza del Garraffello, la via Argenteria nuova, la piazza Caracciolo e la via Maccheronai, all'interno del mandamento Castellammare.

## Etimologia

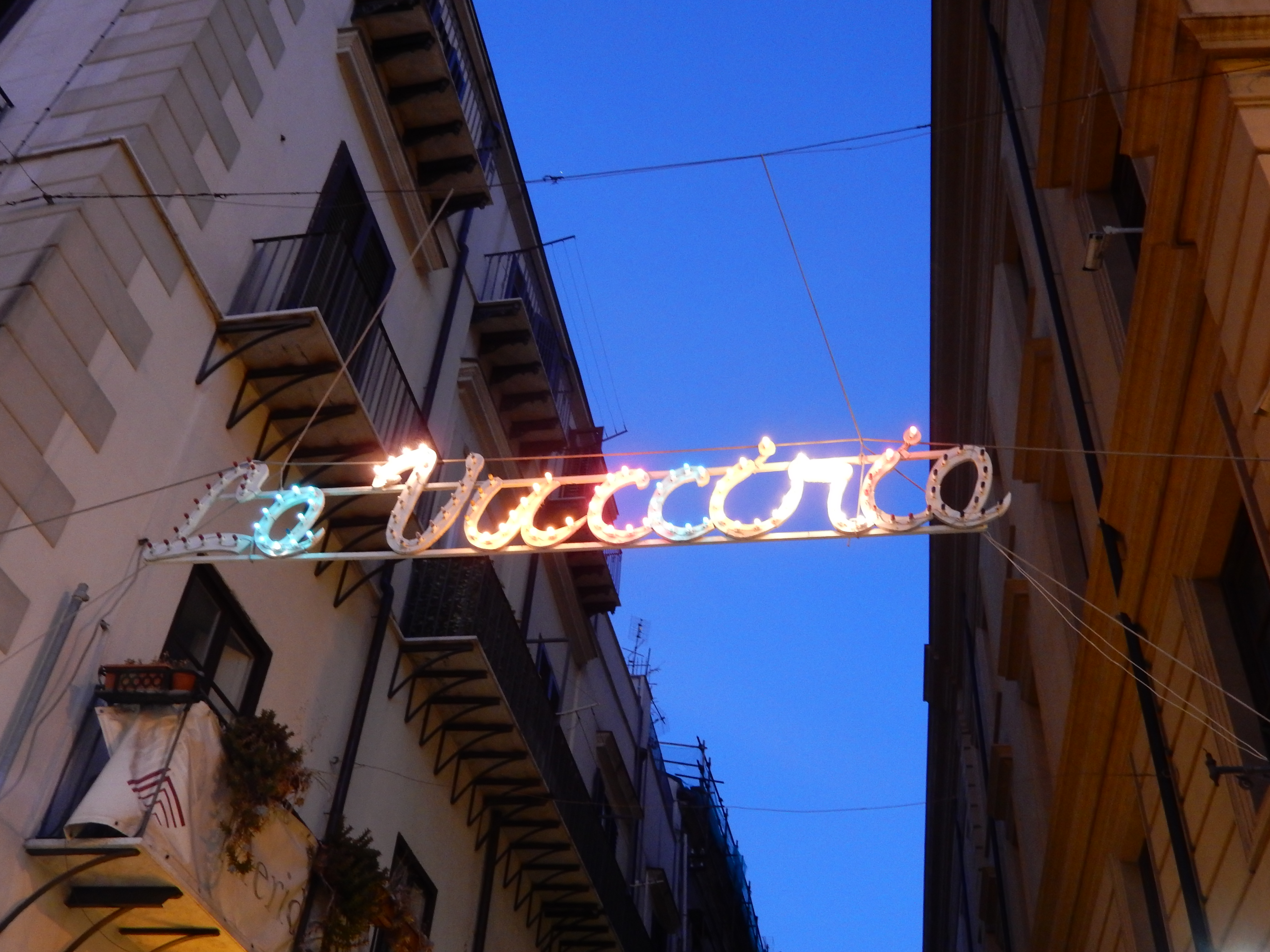
Insegna illuminata ingresso Vucciria, da piazza San Domenico

Il nome di questo mercato deriva dalla parola Bucceria, simile al volgare beccheria o al francese boucherie, che significa macelleria, da "becco", il caprone che rappresentava l'animale macellato per eccellenza. Il mercato era infatti inizialmente destinato al macello (e in epoca angioina ne sorgeva uno) ed alla vendita delle carni. Successivamente divenne un mercato per la vendita del pesce, della frutta e della verdura. Anticamente era chiamato "la Bucciria grande" per distinguerlo dai mercati minori. "Vuccirìa" in palermitano significa "Confusione". Oggi, la confusione delle voci che si accavallano e delle grida dei venditori (le abbanniati) è uno degli elementi che, maggiormente, caratterizza questo mercato palermitano.

## Storia

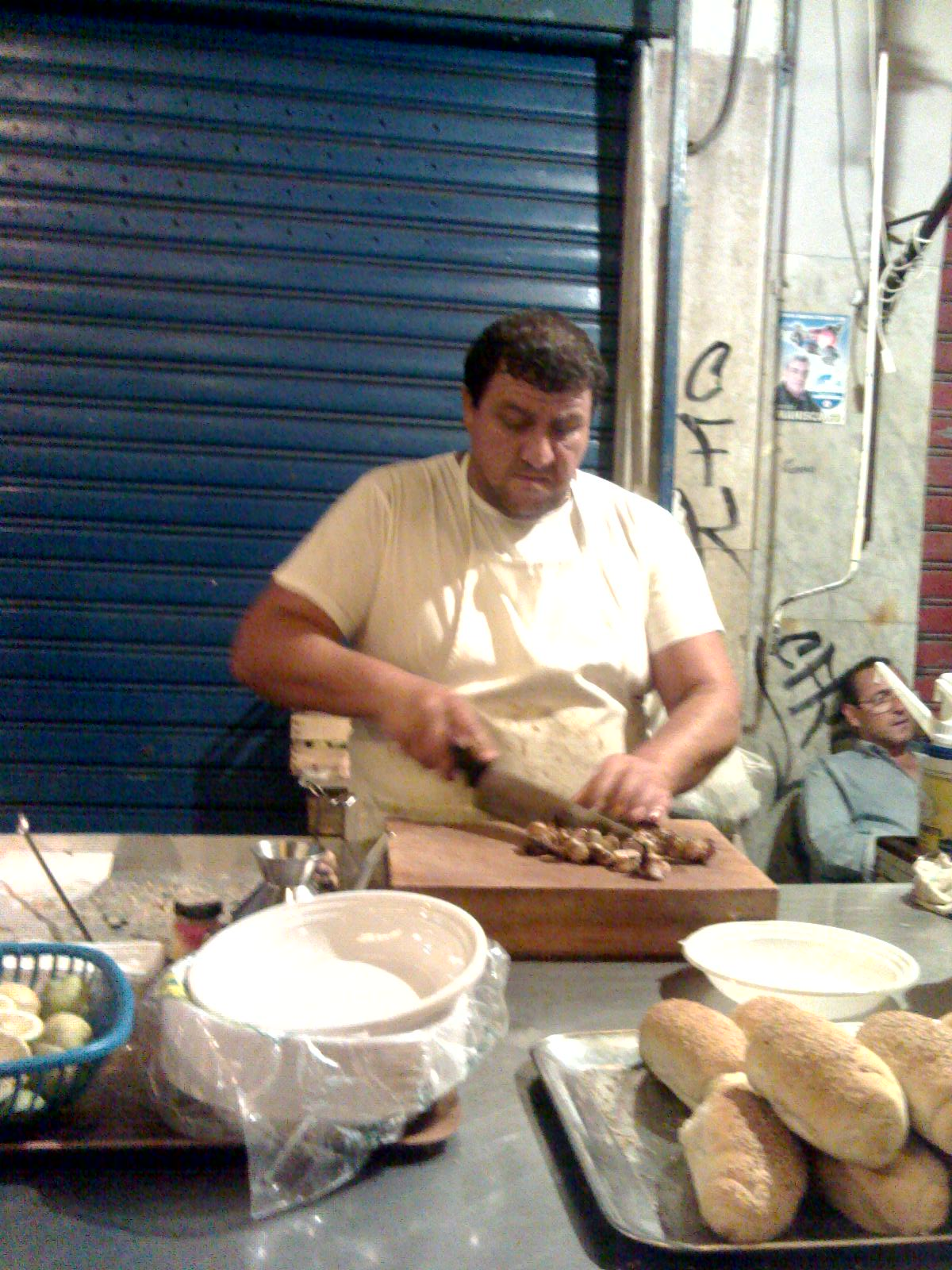
Venditore di stigghiole al mercato della Vucciria di Palermo

La vicinanza al porto cittadino stimolò l'insediamento di mercanti e commercianti genovesi, pisani, veneziani, etc. sin dal XII secolo. La presenza di numerosi artigiani è ancora leggibile dai nomi di alcune strade (via Chiavettieri, via Materassai, via dei Tintori, etc.)

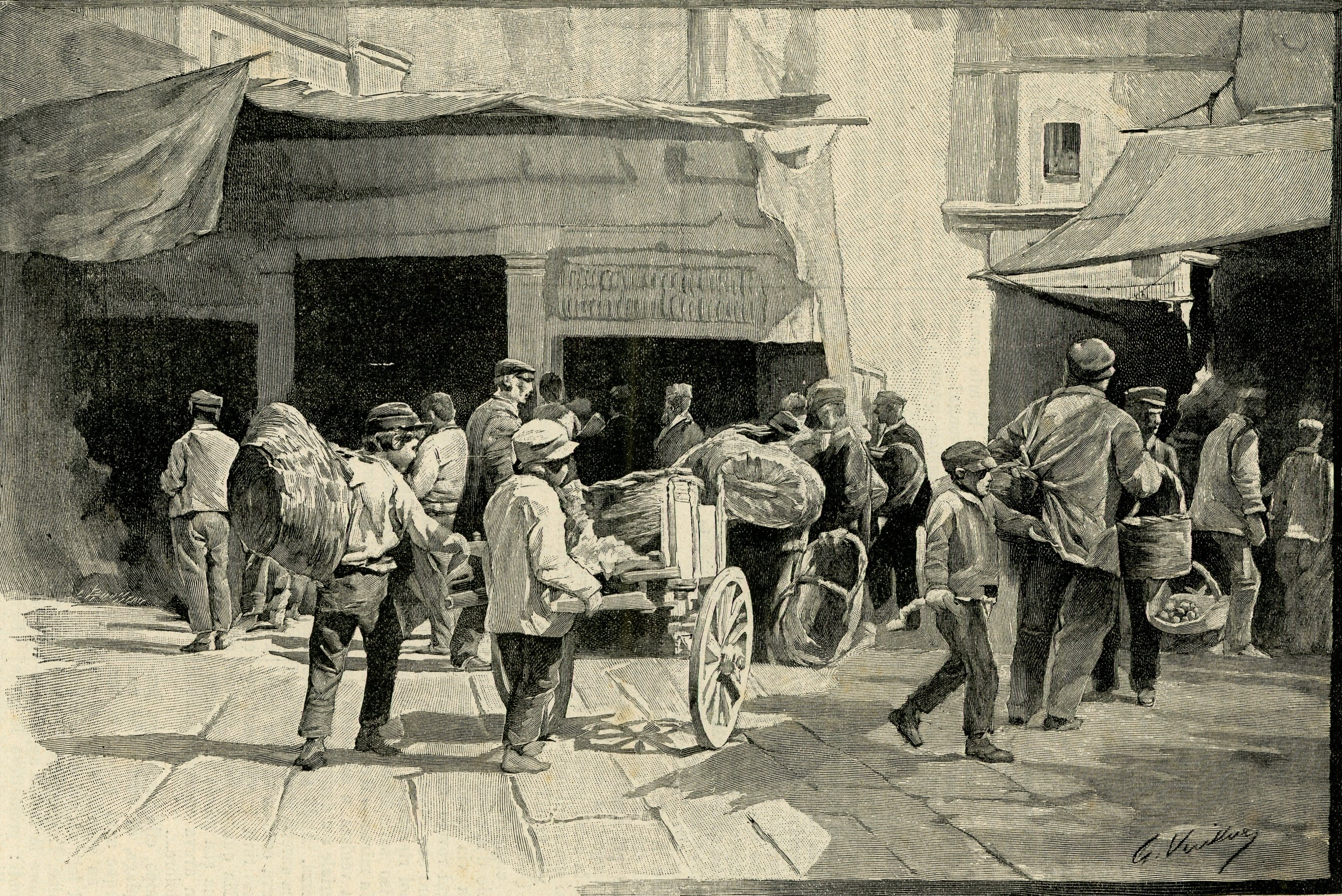
Al mercato di Palermo La “Vucciria” e i “Picciotti” in una xilografia di fine Ottocento

Nel corso dei secoli la Vucciria subì diverse modifiche. Il viceré Caracciolo nel 1783 decise di cambiarne l'aspetto, in particolare della sua piazza principale, che fu chiamata col suo nome in suo onore. Intorno alla piazza si costruirono dei portici che ospitavano i banchi di vendita ed al centro fu sistemata una fontana. È impossibile descrivere tutti gli odori caratteristici che pervadono il posto, anche se il tipico odore di pesce risulta certamente il più intenso.
All'interno della zona del mercato si trovano palazzi nobiliari ed opere d'arte quali il Palazzo Mazzarino, appartenuto alla famiglia del celebre cardinale, la fontana del Garraffello, palazzo Gravina Filangeri di Rammacca al Garraffello.

## Caratteristiche
Muovendosi all'interno del fitto intreccio di vicoli e piazzette del mercato della Vucciria si possono ritrovare tutti gli ingredienti della cucina siciliana; le coloratissime bancarelle traboccano di cassette di legno che, grazie ai colori della mercanzia, si trasformano in scrigni ricolmi dell'oro dei limoni, dell'argento delle sarde fresche e salate, del bronzo delle olive e del corallo dei pomodori essiccati. Spettacolari le piramidi di cuccuzzedde, di broccoli verdi, di mazzi di tenerumi. In estate la scena di questo grande teatro di strada vede trionfare come assoluti protagonisti i muluni d'acqua e le grandi angurie con il ventre affettato e messo a nudo.
Il variegato mondo dei pesci, poggiato su letti di ghiaccio tritato, è rappresentato da gamberi, orate, scorfani, tonni, pescespada, polpi, seppie e grossi calamari. Nelle pentole bollenti vengono tuffati i polpi bolliti, conditi a fine cottura con soltanto una spruzzata di limone. Le sarde salate vengono pulite davanti agli occhi dei clienti. Caratteristiche sono anche le stigghiole cotte alla brace e le panelle. A partire dagli anni 2000 la Vucciria è diventata una delle sedi della movida palermitana, dal tardo pomeriggio e fino a notte inoltrata. È possibile trovare tanti locali che vendono bevande a costo inferiore rispetto ai locali di altre zone, e angoli in cui si vende cibo da strada, dal panino con panelle e crocchè al panino con la milza, dalle stigghiola al polpo. Tutto ciò ha determinato una trasformazione della Vucciria, che ha perso quasi del tutto la funzione tradizionale di mercato.

## Arte
- Un celebre dipinto di Renato Guttuso del 1974, intitolato "Vucciria di Palermo", e ammirabile al Palazzo Steri, rappresenta la vita della Vucciria, ed è caratterizzato da un'allegra baraonda di bancarelle trasformata dal pittore bagherese in una fantasmagorica tappezzeria di odori e di colori.
- Nel 1997 Roberta Torre ha ambientato nella Vucciria il film Tano da morire, con alcune scene girate sul posto.
- Dal 1999 fino al 2015 l'artista austriaco Uwe Jaentsch ha realizzato numerose installazioni ed opere d'arte alla piazza Garraffello. Nel 2006 lui ha creato la Cattedrale dei rifiuti della stessa piazza e il Museo Piazza Garraffello con Costanza Lanza di Scalea.
- Da alcuni anni sono attivi nel mercato en plein air, il fotografo Santo Eduardo di Miceli, l'artista Alessandro Bazan, in piazza Garraffello e di recente un secondo atelier del pittore Momò Calascibetta che aveva la sua residenza a Milano ma che aprì un nuovo "Spazio Momò" proprio in piazza Caracciolo.
- Dal 15 giugno al 5 luglio 2010 una personale fotografica di Angelo Trapani[7] sul tema "la Vucciria" ha avuto luogo presso palazzo Fatta a Palermo. La mostra, inserita nell'ambito della rassegna fotografica Pot-Show, organizzata della rivista palermitana di fotografia, arte e cultura "Potpourri"[8], ha messo in evidenza lo stato di decadenza e di semiabbandono di alcuni degli angoli più suggestivi dell'antico mercato.
- Negli ultimi anni alcuni edifici della Vucciria sono stati restaurati, e numerosi banchi del mercato sono attualmente chiusi o trasferiti in altri mercati storici. Nel 2015 si è proceduto alla ripavimentazione della zona centrale con nuove basole di billiemi. La zona è caratterizzata da una vivace vita notturna, è conosciuta per il suo ambiente alternativo e le taverne e per il degrado ambientale generalizzato.

## Nella lingua siciliana
Ancora oggi sono numerosi nel mercato i banchi del pesce, che viene continuamente mantenuto umido. Per questo in città si dice che: 
Di una promessa o di un avvenimento che non si realizzerà mai si dice che avverrà "quannu e balati ra Vucciria s'asciucanu" (quando il pavimento della Vucciria s'asciugherà).